# Manuel Antonio Caro

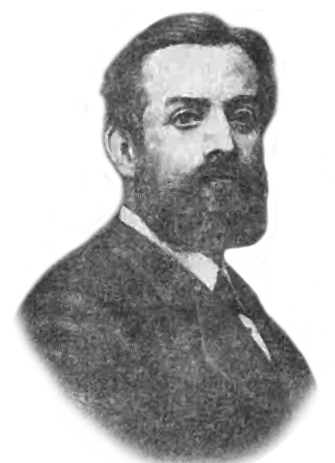
Manuel Antonio Caro Olavarría

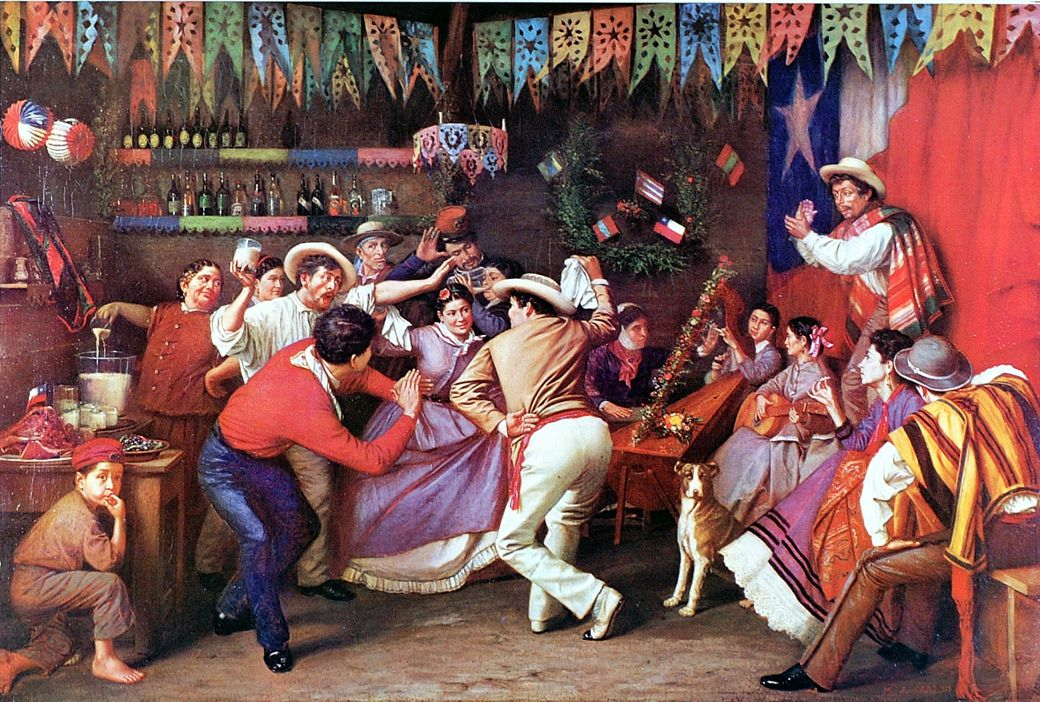
Manuel Antonio Caro: Die Zamacueca

Manuel Antonio Caro Olavarría (* 3. Juni 1835 in Ancud; † 14. Juli 1903 in Valparaíso) war ein chilenischer Maler.

## Leben und Werk
Caro entstammte einer wohlhabenden Familie und wollte zunächst Kaufmann werden. Während einer längeren Krankheit, die ihn an das Bett fesselte, entdeckte er seine Vorliebe für die bildende Kunst. Auf Drängen seines Vaters ging er 1859 nach Paris, wo er sich mit Pablo César Gariot anfreundete, der ihn in der Porträtmalerei schulte und dem er bei einem Ausschmückungsauftrag im Palais des Tuileries half.
1865 wurde er – als erster chilenischer Student – in die École des Beaux-Arts in Paris aufgenommen. 1866 kehrte er in seine Heimatstadt zurück, wo er an der Plaza de la Matriz in Valparaiso ein Atelier eröffnete.
Caros Arbeiten, vor allem Ölgemälde in akademischen Stil, befassten sich mit Porträts, mit Themen aus der chilenischen Geschichte oder sie stellten Sitten und Gebräuche des Landes oder der städtischen Gesellschaft des 19. Jahrhunderts dar. Berühmt wurde er mit seinem Gemälde Die Zamacueca, einer bunten volkstümlichen Tanz-Szene, die für Chile identitätsstiftend wurde.